# Рехлицький Зіновій Йосипович
Зіно́вій Йо́сипович Рехли́цький (23 березня 1920, Арчепитівка, Херсонська губернія, УСРР, СРСР — 15 січня 1992, Одеса, Україна) — український радянський математик, педагог, професор.

## Біографія
З. Й. Рехлицький народився 23 березня 1920 року в с. Арчепитівка нині Любашівського району  Одеської області. Закінчив загальноосвітню школу у Первомайську.
У 1938 році вступив на фізико-математичний факультет Київського університету.
У 1942 році був призваний до лав Червоної Армії і до 1944 року навчався в Артилерійській академії імені Ф. Е. Дзержинського. В 1944—1945 роках працював старшим техніком військової прийомки на військових заводах у Кемеровській області, у 1945—1946 роках — помічником начальника військового складу в Мурманській області.
В 1947 році закінчив механіко-математичний факультет Московського державного університету імені М. В. Ломоносова.
В 1947—1949 роках вчителював у Первомайську, а у 1949—1953 роках викладав математику в Первомайському педагогічному училищі.
В 1953—1954 роках був лаборантом кафедри математики Одеського гідрометеорологічного інституту. До 1957 року навчався в аспірантурі при кафедрі математики Одеського державного педагогічного інституту імені К. Д. Ушинського.
В 1957 році захистив дисертацію на здобуття наукового ступеня кандидата фізико-математичних наук. У 1959 році присвоєно вчене звання доцента.
До 1971 року працював в Одеському гідрометеоролічному інституті асистентом, доцентом, виконувачем обов'язки професора кафедри математики.
У 1971 році в Інституті математики Академії Наук УРСР захистив дисертацію «Дослідження стійкості розв'язків лінійних диференціальних рівнянь із запізнілими аргументами у банановому просторі» і здобув науковий ступінь доктора фізико-математичних наук. У 1973 році присвоєно вчене звання професора.
Протягом 1971—1981 років працював в Одеському державному педагогічному інституті імені К. Д. Ушинського професором кафедри математичного аналізу. У 1972—1979 роках був завідувачем кафедри, а у 1971—1974 роках — деканом фізико-математичного факультету.
В 1981—1991 роках обіймав посаду професора кафедри математики і механіки Одеського гідрометеоролічного інституту.
Помер 15 січня 1992 року в Одесі.

## Наукова діяльність
Працював у галузі застосування функціонального аналізу до теорії диференціальних рівнянь.

#### Праці
- Признаки ограниченности решений линейных дифференциальных уравнений с переменным запаздыванием аргумента/ З. И. Рехлицкий// Доклады Академии Наук СССР. — 1958. — Т. 118. — № 3. — С. 447—449.
- Признаки ограниченности решений дифференциальных уравнений с непрерывным запаздыванием аргумента в банаховом пространстве/ З. И. Рехлицкий// Успехи математических наук. — 1960. — Т. 15. — Вып. 1(91). — С. 237—239.  http://www.mathnet.ru/rm9129
- Спектральные признаки устойчивости решений линейных дифференциальных уравнений с периодическими коэффициентами/  З. И. Рехлицкий// Доклады Академии Наук СССР. — 1963. — Т. 149. — № 2. — С. 260—263.
- Об оценках роста решений дифференциально-разностных уравнений в частных производных гиперболического типа/ З. И. Рехлицкий// Доклады Академии Наук СССР. — 1965. — Т. 162. — № 4. — С. 759—762.
- Об устойчивости решений дифференциально-разностных уравнений с периодическими коэффициентами/ З. И. Рехлицкий// Известия Академии Наук СССР. Серия математическая. — 1966. — Т. 30. — Вып. 5. — С. 981—992. http://www.mathnet.ru/im2867
- Исследование экспоненциального роста решений дифференциального уравнения 22-го порядка в частных производных с запаздывающими аргументами/ З. И. Рехлицкий// Дифференциальные уравнения. — 1966. — Т. 2. — № 4. — С. 508—516.
- Исследование устойчивости решений дифференциально-разностных уравнений в частных производных, обладающих старшим членом/ З. И. Рехлицкий// Математический сборник. — 1967. — Т. 74 (116). — № 1. — С. 3 — 27.  http://www.mathnet.ru/sm4146
- Об устойчивости решений некоторых операторных уравнений с запаздывающими аргументами/ З. И. Рехлицкий// Известия Академии Наук СССР. Серия математическая. — 1967. — Т. 31. — Вып. 2. — С.  391—400. http://www.mathnet.ru/im2545
- Об устойчивости решений системы линейных дифференциально-разностных уравнений треугольного вида// З. И. Рехлицкий// Дифференциальные уравнения. — 1969. — Т. 5. — № 11. — С. 2061—2067.
- Признаки устойчивости решений линейных операторных уравнений с дискретными и непрерывными запаздываниями аргументов/ З. И. Рехлицкий// Известия Академии Наук СССР. Серия математическая. — 1970. — Т. 34. — Вып. 2. — С. 458—471.  http://www.mathnet.ru/im2425
- Зависимость показателя роста решений дифференциально-разностных уравнений от показателя роста правых частей/ З. И. Рехлицкий, З. Г. Рудакова// Дифференциальные уравнения. — 1986. — Т. 22. — № 8. — С. 1452—1456.  http://www.mathnet.ru/de5965

## Нагороди
- Медаль «За перемогу над Німеччиною у Великій Вітчизняній війні 1941—1945 рр.»